# لاغونا دي دويرو
لاغونا دي دويرو (بالإسبانية: Laguna de Duero)‏ هي بلدية تقع في مقاطعة بلد الوليد، قشتالة وليون، إسبانيا. وفقًا لتعداد 2016 (المعهد الوطني للإحصائيات)، يبلغ عدد سكان البلدية 22696 نسمة.